# أوبركيرش (بادن)
اوبركيرش (بادن) (بالألمانية: Oberkirch (Baden)) هي Grosse Kreisstadt، مدينة وبلدة ألمانية تقع في ألمانيا في Ortenaukreis.